# Arago de Sète
O Arago de Sète é um clube de voleibol masculino francês, fundado em 1953 e sediado em Sète, no departamento de Hérault. Atualmente o clube disputa a Ligue A, a primeira divisão do campeonato francês.

## Histórico
O Arago de Sète foi fundado por ex-alunos da escola de Arago em 1953, incluindo Maurice Vié, que se tornou o primeiro presidente do clube. Este clube polidesportivo incluía uma variedade de esporte, como: voleibol (da qual estava a cargo), judô, tênis de mesa, cineclube, biblioteca, entre outros. E foi no ano de 1967 que a seção de voleibol de Arago de Sète deu um salto por conta própria, subindo os degraus até à sua primeira Taça dos Campeões Europeus. Maurice Vié permaneceu como presidente até 1983, permanecendo na cadeira da presidência até a sua morte em 25 de junho de 2009.
Em 1988 o clube conquista o primeiro título de sua história, a Copa da França da temporada 1987-88 ao vencer o Fréjus Var Volley.

## Títulos

### Campeonatos nacionais
Campeonato Francês
- Vice-campeão: 1987-88, 2004-05, 2015-16

 Copa da França
- Campeão: 1987-88
- Vice-campeão: 2003-04

## Elenco atual
Atletas selecionados para disputar a temporada 2022-23.
| Camisa               | Nome               | Altura (m) | Posição    |
| -------------------- | ------------------ | ---------- | ---------- |
| 1                    | Maximiliano Gauna  | 1,97       | Central    |
| 5                    | David Sossenheimer | 1,93       | Ponteiro   |
| 7                    | Matthieu Garcia    | 1,84       | Levantador |
| 8                    | Cheikh Diop        | 1,83       | Oposto     |
| 9                    | Tom Picard         | 1,87       | Ponteiro   |
| 10                   | Mehdi Ben Tahar    | 2,04       | Central    |
| 13                   | Timo Beriot        | 2,02       | Ponteiro   |
| 14                   | Romain Devèze      | 1,84       | Líbero     |
| 15                   | Kyle Russell       | 2,05       | Oposto     |
| 16                   | Hugo Fouillade     | 1,78       | Líbero     |
| 17                   | Lisandro Zanotti   | 1,95       | Ponteiro   |
| 18                   | Ardo Kreek         | 2,02       | Central    |
| 19                   | Tibo Rippert       | 1,93       | Ponteiro   |
| 20                   | Derek Epp          | 1,96       | Levantador |
| Técnico: Luc Marquet |                    |            |            |